# Manningtree
Manningtree – miasto i civil parish w Anglii, w hrabstwie Essex, w dystrykcie Tendring. Leży 47 km na północny wschód od miasta Chelmsford i 96 km na północny wschód od Londynu. W 2011 roku civil parish liczyła 911 mieszkańców.